# Nanismo primordiale
Con nanismo primordiale si intende una forma di nanismo in cui già dal concepimento l'individuo ha un organismo molto sottodimensionato rispetto alla norma. La malattia può essere diagnosticata già durante lo sviluppo del feto; nonostante ciò, la rarità di questa malattia fa sì che spesso non venga correttamente diagnosticata, venendo scambiata per disfunzioni legate al metabolismo o dovute a una nutrizione scorretta. Non è ancora noto quale sia il fattore scatenante della malattia, per cui non esistono cure; a differenza di altre tipologie di nanismo questa non può essere curata con la somministrazione di somatotropina (ormone della crescita), dato che non dipende da alterazioni delle ghiandole che secernono quest'ormone.
Tra le varie forme di nanismo, le cinque sotto-categorie di nanismo primordiale sono quelle considerate più gravi; sono anche estremamente rare, dato che si calcola esistano al mondo solo 100 persone che ne soffrono. L'aspettativa media di vita è di circa 35 anni.

## Storia
La prima persona di cui si possa dire con certezza che fosse affetta da questa malattia fu Caroline Crachami, nata secondo alcune biografie a Palermo il 15 novembre 1815 e morta a 9 anni. Secondo alcuni soffriva della sindrome di Seckel.
Solo agli inizi degli anni '90 si è iniziato a citare questa malattia nei vari media, e nel 2004 Granada Television produsse per la BBC un programma intitolato The Smallest People in the World, un documentario che ha seguito le vite di persone affette da questa condizione.
Un personaggio che si ritiene abbia sofferto di nanismo primordiale era l'attore filippino Weng Weng.

## Casi noti
- Jyoti Amge
- Caroline Crachami
- Chandra Bahadur Dangi
- Khagendra Thapa Magar
- Gul Mohammed
- He Pingping
- Lucia Xarate